# John Wodehouse (1er baron Wodehouse)
Pour les articles homonymes, voir John Wodehouse.
John Wodehouse, 1er baron Wodehouse (4 avril 1741 - 29 mai 1834), titré 6e baronnet, de 1777 à 1797, est un propriétaire britannique, député et pair.

## Biographie
Il est le fils de Armine Wodehouse (5e baronnet) et de Letitia Bacon. En 1777, il succède à son père comme baronnet. En 1784, il est élu à la Chambre des communes pour le Norfolk, poste qu'il occupe jusqu'en 1797. Cette année-là, il est élevé à la pairie sous le nom de baron Wodehouse, de Kimberley, dans le comté de Norfolk .
En 1778, il charge Capability Brown d’entreprendre une série d’améliorations à son siège dans le pays, Kimberley Hall, près de Wymondham (Brown a déjà entrepris des travaux pour Sir Armine en 1762). En 1827, Woodhouse aménage un terrain d’agrément, un prolongement vers le sud du parc et trois entrées hébergées. Le paysage créé par Wodehouse a largement survécu et est classé Grade II.
Lord Wodehouse épouse Sophia Berkeley, fille de Charles Berkeley, en 1769. Il mourut en mai 1834 à l'âge de 93 ans. Son fils aîné, John Wodehouse (2e baron Wodehouse), lui succède.